# Гофвеген
Гофвеген (нід. Hofwegen) — селище в нідерландській провінції Південна Голландія. Входить до муніципалітету Моленланден.
До 1855 року мало статус окремого муніципалітету.